# Philipp Konrad Marheineke
Philipp Konrad Marheineke (till 1823 Marheinecke), född den 1 maj 1780 i Hildesheim, död den 31 maj 1846 i Berlin, var en tysk luthersk teolog, professor och konsistorialråd. 
Marheineke slöt sig under sin tidigare period till den schellingska filosofin, men han blev sedan huvudrepresentanten inom teologin för den så kallade "hegelska högern", som strävade att uppvisa identiteten mellan grundtankarna i Hegels filosofi och den gamla kyrkoläran. 
När hela detta försök snart ansågs misslyckat och Marheinekes framställningssätt och hela väsen uppfattades som uppskruvat, falskt patetiskt och fraseologiskt ledde det till, att hans systematiska teologi så småningom hemföll åt fullständig, även av några av dess belackare som överdriven medgiven, ringaktning. 
En allmänt erkänd, verklig förtjänst förvärvade han i varje fall sig genom arbetena Christliche Symbolik (1810–1813; ny upplaga 1897) och Institutiones symbolicae (1812; tredje upplagan 1830), som för symboliken som vetenskap hade en grundläggande betydelse. 
Ett för sin tid förtjänstfullt arbete är också Geschichte der deutschen Reformation (1817; ny upplaga i 4 band 1831–1834). Hans systematiska huvudarbete var Grundlehren der christlichen Dogmatik (1819; i ny upplaga utgivet under titeln Grundlehren der Dogmatik als Wissenschaft, 1827). 
Efter Marheinekes död utgavs i fyra band hans föreläsningar över den kristna dogmatiken, etiken, symboliken och dogmhistorien (1847–1849).
Torget Marheinekeplatz i Kreuzberg i Berlin uppkallades efter Marheineke 1875.